# Bujoru (Călmățuiu), Teleorman
Bujoru este un sat în comuna Călmățuiu din județul Teleorman, Muntenia, România. Se află în partea de vest a județului, pe malul drept al Călmățuiului. La recensământul din 2002 avea o populație de 488 locuitori.